# Altus Lacy Quaintance

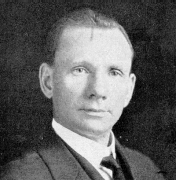
Altus Lacy Quaintance

Altus Lacy Quaintance (New Sharon, Iowa, 19 de dezembro de 1870 — Lake City, 7 de agosto de 1958) foi um naturalista norte-americano.